# 균등 연속 함수
수학에서 균등 연속 함수(均等連續, 영어: uniformly continuous map)는 두 균등 공간 사이의, 균등 공간의 구조와 호환되는 함수이다. 만약 균등 공간의 구조가 거리 함수로부터 유도된다면, 이는 임의의 반지름의 열린 공의 원상이 균등한 (위치에 의존하지 않는) 크기를 갖는 열린 공을 포함하는 함수이다. 연속 함수의 조건은 국소적인데, 이를 대역적으로 강화시킨 조건이다.

## 정의
균등 연속 함수의 개념은 여러 가지로 정의할 수 있다.
- 균등 공간은 일련의 측근들이 주어진 집합으로 정의할 수 있으며, 균등 연속 함수의 개념을 이를 사용하여 정의할 수 있다. 이 경우, 정의는 위상 공간 사이의 연속 함수의 정의와 유사해진다.
- 균등 공간은 일련의 유사 거리 함수들의 주어진 집합으로 정의할 수 있으며, 균등 연속 함수의 개념을 이를 사용하여 정의할 수 있다. 이 정의는 더욱 구체적이며, 특히 거리 공간의 경우 간단해진다.

### 측근을 통한 정의
두 균등 공간 {\displaystyle (X,{\mathcal {E}})}, {\displaystyle (Y,{\mathcal {F}})} 사이의 균등 연속 함수는 다음 조건을 만족시키는 함수 {\displaystyle f\colon X\to Y}이다.
- 측근의 원상은 측근이다. 즉, 임의의 {\displaystyle F\in {\mathcal {F}}}에 대하여, {\displaystyle f^{-1}(F)\in {\mathcal {E}}}이다.

이는 두 위상 공간 사이의 연속 함수의 정의와 유사하다. 연속 함수는 열린집합의 원상이 열린집합인 함수이며, 균등 연속 함수는 측근의 원상이 측근인 함수이다.

### 유사 거리 함수를 통한 정의
집합 {\displaystyle X} 위에 유사 거리 함수들의 (유한 또는 무한) 집합 {\displaystyle \{d_{i}\}_{i\in I}}가 주어졌으며, 이들이 유한 상한에 대하여 닫혀 있다고 하자. 즉, 다음이 성립한다고 하자.
{\displaystyle \forall I'\subseteq I,\;|I'|<\aleph _{0}\exists {\bar {\imath }}\in I\colon d_{\bar {\imath }}=\max _{i\in I'}d_{i}}
그렇다면,
{\displaystyle {\mathcal {B}}_{X}=\left\{B_{i,t}\colon i\in I,\;t\in \mathbb {R} ^{+}\right\}}
{\displaystyle B_{i,t}=d_{i}^{-1}([0,t])=\{(x,y)\in X^{2}\colon d_{i}(x,y)\leq t\}}
는 {\displaystyle X} 위의 기본계를 구성하며 따라서 균등 구조를 정의한다. 또한, 모든 균등 공간은 위와 같이 유사 거리 함수들의 (유한 또는 무한) 족으로 나타낼 수 있다.
위와 같이, 유한 상한에 대하여 닫힌 유사 거리 함수들이 갖추어진 두 집합 {\displaystyle (X,\{d_{i}\}_{i\in I})} 및 {\displaystyle (Y,\{d_{j}\}_{j\in J})}이 주어졌다고 하고, 그 사이의 함수 {\displaystyle f\colon X\to Y}가 주어졌다고 하자. 만약
- 임의의 {\displaystyle j\in J} 및
- 임의의 양의 실수 {\displaystyle \epsilon >0}

에 대하여, 다음 조건을 만족시키는
- {\displaystyle i\in I} 및
- 양의 실수 {\displaystyle \delta >0}

가 존재한다면, {\displaystyle f}를 균등 연속 함수라고 한다.
- {\displaystyle X}의 임의의 두 점 {\displaystyle x,x'\in X}에 대하여, 만약 {\displaystyle d_{i}(x,x')<\delta }라면, 항상 {\displaystyle d_{j}(f(x),f(x'))<\epsilon }이다.

특히, 거리 공간은 위 구성에서 단 하나의 유사 거리 함수만이 주어지며, 유사 거리 함수가 거리 함수를 이루는 경우이다. 이 경우 위 정의는 더 간단해진다. 구체적으로, 두 거리 공간 {\displaystyle (X,d_{X})}, {\displaystyle (Y,d_{Y})} 사이의 함수 {\displaystyle f\colon X\to Y}가 주어졌을 때, 만약 임의의 양의 실수 {\displaystyle \epsilon >0}에 대하여 다음 조건을 만족시키는 양의 실수 {\displaystyle \delta _{\epsilon }>0}이 존재한다면 {\displaystyle f}를 균등 연속 함수라고 한다.
- {\displaystyle X}의 임의의 두 점 {\displaystyle x,x'\in X}에 대하여, 만약 {\displaystyle d_{X}(x,x')<\delta _{\epsilon }}이라면 항상 {\displaystyle d_{Y}(f(x),f(x'))<\epsilon }이다.

이는 연속 함수의 정의와 유사하나, 연속 함수의 정의에서 {\displaystyle \delta }는 {\displaystyle \epsilon } 및 {\displaystyle x}에 의존할 수 있는 반면 균등 연속 함수의 정의에서는 {\displaystyle \delta }는 {\displaystyle \epsilon }에만 의존하고, {\displaystyle x}에 의존할 수 없다.

## 성질
두 균등 공간 사이의 모든 균등 연속 함수는 (균등 위상에 대하여) 연속 함수이다. 그러나 그 역은 일반적으로 성립하지 않는다. 다만, 다음과 같은 부분적 역들이 성립한다.
- 정의역이 콤팩트 거리 공간이며 공역이 거리 공간이라면 모든 연속 함수는 균등 연속 함수이다 (하이네-칸토어 정리).
- 두 위상군 사이의 연속 군 준동형은 (정의역과 공역 위의 왼쪽·오른쪽 균등 공간 구조에 대하여) 균등 연속 함수이다.[1]:71, Proposition 1.8.12
- 유사콤팩트 위상군 {\displaystyle G}에 대하여, 모든 연속 함수 {\displaystyle G\to \mathbb {R} }는 (왼쪽·오른쪽) 균등 연속 함수이다.[1]:376, Corollary 6.6.9

두 거리 공간 사이의 모든 립시츠 연속 함수 및 횔더 연속 함수는 균등 연속 함수이다. 그러나 그 역은 일반적으로 성립하지 않는다.
정의역이 구간인 경우, 모든 절대 연속 함수는 균등 연속 함수이다. 그러나 그 역은 일반적으로 성립하지 않는다.
두 균등 연속 함수의 합성은 균등 연속 함수이다.

## 예
탄젠트 함수 {\displaystyle \tan \colon (-\pi /2,\pi /2)\to \mathbb {R} }는 연속 함수이지만, 균등 연속 함수가 아니다.
지수 함수 {\displaystyle \exp \colon \mathbb {R} \to \mathbb {R} }는 연속 함수이지만, 균등 연속 함수가 아니다.

## 참고 문헌
1. 1 2  Arhangel’skii, Alexander; Tkachenko, Mikhail (2008). 《Topological groups and related structures》. Atlantis Studies in Mathematics (영어) 1. Paris: Atlantis Press. ISBN 978-90-78677-06-2. MR 2433295. Zbl 1323.22001.